# Luigi Cavasonza
Luigi Cavasonza (Casale Monferrato, 3 gennaio 1886 – Genova, 10 agosto 1979) è stato un calciatore italiano, di ruolo centrocampista.
Era noto come Cavasonza I, in modo da distinguerlo dal fratello Natale (II).

## Caratteristiche tecniche
Giocava come mediano, solitamente sinistro.

## Carriera

### Club
Già membro della Robur Football Club, prima società calcistica di Casale Monferrato (nata nel 1904 e scioltasi due anni dopo), nel 1909 fu uno dei soci che co-fondarono il Casale Foot Ball Club e ne ideò il simbolo, ritagliando da un quaderno delle stelle bianche di carta alla divisa nera (ereditata dalla stessa Robur).
Luigi Cavasonza giocò insieme al fratello Natale la prima gara della storia della società, il 24 aprile 1910 contro la seconda squadra del Torino, vinta per 3-2, e fu elemento determinante della squadra che si aggiudicò il titolo di Terza Categoria piemontese. Cavasonza rimase in squadra anche per la Seconda Categoria 1910-1911 e giocò tutte e 4 le partite disputate dal Casale. Esordì dunque in Prima Divisione il 24 settembre 1911 contro il Racing Libertas Club: al suo primo campionato in massima serie giocò 15 partite, segnando 3 gol. Fece infine parte della squadra che vinse il campionato di Prima Categoria 1913-1914, scendendo in campo in una sola gara, Casale-Genoa 2-0 del 7 dicembre 1913.

## Statistiche

### Presenze e reti nei club
| Stagione          | Squadra           | Campionato        | Campionato | Campionato | Totale   | Totale |
| Stagione          | Squadra           | Comp              | Presenze   | Reti       | Presenze | Reti   |
| ----------------- | ----------------- | ----------------- | ---------- | ---------- | -------- | ------ |
| 1905-1906*        | Robur             | -                 | ?          | ?          | ?        | ?      |
| 1906-1907*        | Robur             | -                 | ?          | ?          | ?        | ?      |
| Totale Robur*     | Totale Robur*     | Totale Robur*     | ?          | ?          | ?        | ?      |
| 1910              | Casale            | TC                | 1          | 0          | 1        | 0      |
| 1911              | Casale            | SC                | 4          | 0          | 4        | 0      |
| 1911-1912         | Casale            | PC                | 15         | 3          | 15       | 3      |
| 1912-1913         | Casale            | PC                | 1          | 0          | 1        | 0      |
| 1913-1914         | Casale            | PC                | 1          | 0          | 1        | 0      |
| Totale Casale     | Totale Casale     | Totale Casale     | 22         | 3          | 22       | 3      |
| Totale carriera** | Totale carriera** | Totale carriera** | 22         | 3          | 22       | 3      |

- I dati sulle stagioni 1907-1908, 1908-1909, e parte della stagione 1909-1910, non sono pervenuti.
- *Dati su presenze e reti non pervenuti.
- **Dati parziali. Non si conoscono infatti i dati sulle presenze e sulle reti alla Robur.

## Palmarès

### Club

#### Competizioni nazionali
- Terza Categoria: 1

Casale: 1909-1910
- Campionato italiano: 1

Casale: 1913-1914